# Joachim Fritzsche
Joachim Fritzsche (* 13. Februar 1943 in Zella-Mehlis) ist ein deutscher Germanist und Erziehungswissenschaftler.

## Leben
Er studierte in Freiburg im Breisgau, Würzburg (Promotion in Philosophie) und Bonn (Staatsexamen in Deutsch und Philosophie). Nach der Habilitation in Erziehungswissenschaft (Hamburg 1980) war er von 1983 bis 1992 Professor (§ 17 HmbHG) für Didaktik der Deutschen Sprache und Literatur an der Universität Hamburg, zwischenzeitlich (von 1989 bis 1990) Dozent für Kreatives Schreiben an der Universität Hildesheim. Von 1992 bis 1997 war er Professor für Grundschulpädagogik an der Pädagogischen Hochschule Erfurt und von 1997 bis 2005 Professor für Didaktik der deutschen Sprache und Literatur am Germanistischen Seminar der Martin-Luther-Universität Halle-Wittenberg. Er gründete 1982 den „Segeberger Kreis“ (seit 1987 „Segeberger Kreis – Gesellschaft für kreatives Schreiben e. V.“). Er lebt in Freiburg im Breisgau.

## Schriften (Auswahl)
- Aufsatzdidaktik. Kritische und systematische Untersuchungen zu den Funktionen schriftlicher Texte von Schülern. Stuttgart 1980, ISBN 3-17-005705-7.
- Rechtschreibunterricht. Untersuchungen zu seiner Stellung und seinen Aufgaben im Deutschunterricht. Wiesbaden 1984, ISBN 3-515-04206-7.
- Zur Didaktik und Methodik des Deutschunterrichts. 3 Bde. Stuttgart 1994, ISBN 3-12-311300-0, ISBN 3-12-311310-8, ISBN 3-12-311320-5
- Rätselwerkstatt. Vom Buchstabenrätsel bis zum Rätselkrimi. Stuttgart 1998, ISBN 3-12-306480-8.
- Schreibwerkstatt. Geschichten und Gedichte: Schreibaufgaben, -übungen, -spiele. Stuttgart 2010, ISBN 3-12-306350-X.